# Рудіна Хайдарі
Рудіна Хайдарі (алб. Rudina Azem Hajdari; 15 серпня 1987, Тирана, Албанія) — албанська політична діячка, яка є членом Асамблеї Республіки Албанія та головою парламентської опозиції в країні. Дочка покійного Азема Хайдарі, який керував студентським рухом 1990—1991 років, що спричинив крах комунізму в Албанії, Хайдарі була обрана до складу Асамблеї Албанії 9 вересня 2017 року, представляючи район столиці країни Тирани.

## Раннє життя та кар'єра
Після вбивства батька в 1998 році Хайдарі переїхала до США, щоб здобути освіту. Вона навчалась у Фордгемському університеті та закінчила у 2009 році ступінь бакалавра з політології, а потім ступінь магістра з геополітики, території та безпеки в Лондонському королівському коледжі. Потім Хайдарі здобула другий ступінь магістра з прав людини в Колумбійському університеті. Згодом Хайдарі звернулась до Гарріманського інституту російських, євразійських та східноєвропейських досліджень з Університету Колумбії щодо викликів, з якими стикаються Західні Балкани під час відповідних президентств Дональда Дж. Трампа та Володимира Путіна. Хайдарі також опублікувала численні редакційні статті про виклики для регіону в таких журналах, як Newsweek Magazine.
Хайдарі працювала помічником конгресмена Еліота Л. Енгеля, члена рейтингу Палати представників США 16-го округу Нью-Йорка, який також виконує обов'язки голови Комітету закордонних справ Палати представників США.
Після короткого досвіду в Конгресі США вона вирішила повернутися в Албанію, намагаючись допомогти відродити партію, співзасновником якої був її батько, і повернути їй колишню славу.

## Політична кар'єра
У червні 2017 року було оголошено, що вона буде балотуватися в парламент разом з лідером Демократичної партії Башею в Тирані. Будучи в безпечній позиції у списку кандидатів, вона розглядалась як одна з видатних нових фігур, представлених демократами в парламенті.
У вересні вона була призначена членом Комітету з питань зовнішньої політики та Комітету з питань європейської інтеграції. Проживаючи багато років за кордоном, вона мала труднощі під час більшості своїх публічних виступів під час роботи в парламенті.
У грудні 2018 року, після загальнонаціональних студентських протестів в Албанії, вона порушила своє партійне рішення про бойкот парламенту для вирішення ситуації, заявивши про свою підтримку студентів та сказала, що готова залишити свій мандат і приєднатися до протестів. У публічному оголошенні вона заявила, що Албанія потребує нового руху і що вона розглядає можливість виходу з Демократичної партії, оскільки ця партія вже не підтримується людьми.